# 于田地震
于田地震（うてんじしん）とは、北京時間の2014年2月12日17時19分に新疆ウイグル自治区で発生した地震。震源はケリヤ県。アメリカ地質調査所はマグニチュード6.8と報告している。死者は報告されていないが、アクス地区でも揺れを観測した。

## 経過
この地震の前に2月11日10時14分にマグニチュード5.4の地震が発生し、この地震発生後2月14日10時までに1758回の余震が観測され、比較的に大きいのもので2月12日17時24分に発生したマグニチュード5.7の地震と2分後に発生したマグニチュード4.2の地震であった。

## 影響
震源から約50km離れた阿羌郷や約400km離れた阿克蘇（アクス）地区でも強い揺れを感じた。
この地震により和田地区の6県1区で一時、40万人が罹災し20万を超える家屋の損壊した。
また、和田地区では部分的に道路が閉鎖され、喀和線の和田～墨玉の区間が18時52分まで運航休止となった。
しかし、被災した地区では広範囲に及ぶ停電や通信切断はなく、2月24日時点では被災者の生活が正常化されつつある。